# Гастин (Калифорнија)
Гастин (енгл. Gustine) град је у америчкој савезној држави Калифорнија. По попису становништва из 2010. у њему је живело 5.520 становника.

## Демографија
Према попису становништва из 2010. у граду је живело 5.520 становника, што је 822 (17,5%) становника више него 2000. године.
| Група             | 2000.         | 2010.         |
| Белци             | 2.770 (59,0%) | 2.518 (45,6%) |
| Афроамериканци    | 34 (0,7%)     | 73 (1,3%)     |
| Азијати           | 71 (1,5%)     | 95 (1,7%)     |
| Хиспаноамериканци | 1.648 (35,1%) | 2.769 (50,2%) |
| Укупно            | 4.698         | 5.520         |